# 禽息
禽息（?—?），春秋时期秦国大臣，在秦穆公时。以直谏闻名。
相传他推荐百里奚，秦穆公不采纳。秦穆公出行，禽息堵住车说“臣生无补于国，不如死也”，以头撞臬脑浆迸裂而亡，秦穆公感悟，以百里奚为上卿。